# Elia Ostwald
Elia Ostwald (* 17. März 1988 in Bad Muskau, DDR) ist ein deutscher Eishockeyspieler, der seit April 2021 bei den Blue Devils Weiden in der Oberliga Süd unter Vertrag steht.

## Karriere
Elia Ostwald begann seine Karriere in seiner Heimat bei den Jungfüchsen Weißwasser, für die er ab 2004 in der Deutschen Nachwuchsliga spielte und ab 2005 erste Einsätze im Profiteam der Lausitzer Füchse in der 2. Bundesliga erhielt. Zur Saison 2006/07 wechselte der Center zu den Eisbären Berlin in die Deutsche Eishockey Liga, wurde aber auch beim Kooperationspartner, den Eisbären Juniors, in der Oberliga eingesetzt.
Nachdem er in der Spielzeit 2007/08 insgesamt 44 DEL-Spiele bestritten und mit den Hauptstädtern zudem die Deutsche Meisterschaft sowie den Pokal gewonnen hatte, aber im Kader der Eisbären wenig Chancen auf genügend Eiszeit sah, entschied sich Ostwald im September 2008 zu einem Wechsel zum Ligakonkurrenten Hamburg Freezers. Dort erhielt er zunächst einen Vertrag bis November 2008, der bis 2011 verlängert wurde. In seinem dritten Jahr bei Hamburg kam der Stürmer per Förderlizenz auch bei den Eispiraten Crimmitschau zum Einsatz. Im Mai 2011 wurde der gebürtige Bad Muskauer von den Landshut Cannibals unter Vertrag genommen. Im Sommer 2015 wechselte er zurück in seine Heimat und spielte wieder bei den Lausitzer Füchsen, wo er in der Saison 2016/2017 das Amt des Assistentkapitäns übernahm. Im Juli 2017 wurde er erneut von den Eispiraten Crimmitschau verpflichtet, ehe er zur Saison 2018/2019 zurück zum EV Landshut wechselte. Mit dem EVL schaffte er 2019 den Aufstieg in die DEL2. Nach zwei Spielzeiten in Landshut unterschrieb Ostwald für die Saison 2020/21 beim Deggendorfer SC.
Im April 2021 gab Ostwald seinen Wechsel zu den Blue Devils Weiden bekannt.

### International
Im Nachwuchsbereich spielte Ostwald mit der deutschen U18-Auswahl bei den Weltmeisterschaften 2005 und 2006 in der Top-Division. Auch mit der U20-Nationalmannschaft nahm er zunächst 2007 an der Weltmeisterschaft der Top-Division teil. Nach dem dort erlittenen Abstieg spielte er dann 2008 in der Division I, wo der sofortige Wiederaufstieg gelang.

## Erfolge und Auszeichnungen
- 2008 Deutscher Meister mit den Eisbären Berlin
- 2008 Aufstieg in die Top-Division bei der U20-Weltmeisterschaft der Division I, Gruppe A
- 2012 Meister der 2. Bundesliga mit den Landshut Cannibals
- 2019 Oberliga-Meister und Aufstieg in die DEL2 mit dem EV Landshut

## Karrierestatistik
(Legende zur Spielerstatistik: Sp oder GP = absolvierte Spiele; T oder G = erzielte Tore; V oder A = erzielte Assists; Pkt oder Pts = erzielte Scorerpunkte; SM oder PIM = erhaltene Strafminuten; +/− = Plus/Minus-Bilanz; PP = erzielte Überzahltore; SH = erzielte Unterzahltore; GW = erzielte Siegtore; 1 Play-downs/Relegation; Kursiv: Statistik nicht vollständig)